# キャロライン・デュボア
キャロライン・デュボア（Caroline Dubois、2001年1月11日 - ）は、イギリスの女子プロボクサー。ロンドン出身。現WBC女子世界ライト級王者。世界ヘビー級王者のダニエル・デュボアは実兄。

## 来歴
9歳からボクシングを始めた。アマチュアではブエノスアイレスユースオリンピックのライト級（60kg）金メダル、東京オリンピック出場、世界女子ユース選手権優勝、ヨーロッパジュニア選手権で4度優勝、英国ユース選手権で2度優勝するなど活躍した。アマチュア時代の戦績は37勝3敗。

### プロ時代
2022年2月5日、プロデビュー戦を行い6回判定勝ちを収めた。
2023年9月30日、ロンドンのヨーク・ホールにてマガリ・ロドリゲスとIBO女子世界ライト級王座決定戦を行い、10回3-0の判定勝ちを収め王座獲得に成功した。
2024年8月3日、バーンズリーのオークウェル・スタジアムにてWBC女子世界ライト級暫定王者のマイラ・モネオに挑戦し、10回3-0の判定勝ちを収めWBC暫定王座獲得に成功するとともに、2度目のIBO王座防衛に成功した。
2024年12月10日、WBC女子世界ライト級王者ケイティー・テイラーの王座返上により、暫定王者のデュボアが正規王座に認定された。
2025年1月11日、シェフィールドのパーク・コミュニティ・アリーナでジェシカ・カマラとIBO王座3度目の防衛戦ならびにWBC正規王座認定後の初防衛戦で対戦。しかし2回中にデュボアの偶然のバッティングでカマラが左瞼をカットし出血、2回終了時に試合続行不可となり負傷引き分けでプロデビュー以来保持してきた連勝記録は10勝で止まるも、WBC王座初防衛とIBO王座3度目の防衛に成功した。
2025年3月7日、ケンジントン・アンド・チェルシー区ケンジントンのロイヤル・アルバート・ホールでナターシャ・ジョナス対ローレン・プライスの前座でWBC女子世界ライト級1位のシン・ボミリと対戦し、10回2-0の判定勝ちを収めWBC王座2度目の防衛とIBO王座4度目の防衛に成功した。

## 戦績
- アマチュアボクシング：40戦 37勝 3敗
- プロボクシング：12戦 11勝 (5KO) 無敗 1分

| 戦           | 日付           | 勝敗 | 時間    | 内容    | 対戦相手                         | 国籍           | 備考                                                                            |
| ------------ | -------------- | ---- | ------- | ------- | -------------------------------- | -------------- | ------------------------------------------------------------------------------- |
| 1            | 2022年2月5日   | ☆    | 6R      | 判定    | ヴァイダ・マシオカイテ           | リトアニア     | プロデビュー戦                                                                  |
| 2            | 2022年3月26日  | ☆    | 1R 0:49 | TKO     | マルティナ・ホルガス             | ハンガリー     |                                                                                 |
| 3            | 2022年7月30日  | ☆    | 3R 0:36 | TKO     | ハッピー・ダウディ               | タンザニア     |                                                                                 |
| 4            | 2022年10月15日 | ☆    | 5R 1:53 | TKO     | ミレナ・コレワ                   | ブルガリア     |                                                                                 |
| 5            | 2022年12月17日 | ☆    | 1R 1:00 | TKO     | ソフィア・ロドリゲス             | アルゼンチン   |                                                                                 |
| 6            | 2023年2月11日  | ☆    | 3R 0:47 | TKO     | フェリーチェ・マシューリー       | タンザニア     |                                                                                 |
| 7            | 2023年6月16日  | ☆    | 8R      | 判定    | ヤニナ・デル・カルメン・レスカノ | アルゼンチン   |                                                                                 |
| 8            | 2023年9月30日  | ☆    | 10R     | 判定3-0 | マガリ・ロドリゲス               | メキシコ       | IBO女子世界ライト級王座決定戦                                                   |
| 9            | 2024年2月3日   | ☆    | 10R     | 判定3-0 | ミランダ・レイエス               | アメリカ合衆国 | IBO防衛1                                                                        |
| 10           | 2024年8月3日   | ☆    | 10R     | 判定3-0 | マイラ・モネオ                   | ウルグアイ     | WBC女子暫定・IBO女子世界ライト級王座統一戦 WBC暫定獲得→正規王座に認定・IBO防衛2 |
| 11           | 2025年1月11日  | △    | 2R終了  | 負傷    | ジェシカ・カマラ                 | カナダ         | WBC防衛1・IBO防衛3                                                              |
| 12           | 2025年3月7日   | ☆    | 10R     | 判定2-0 | シン・ボミリ                     | 韓国           | WBC防衛2・IBO防衛4                                                              |
| テンプレート |                |      |         |         |                                  |                |                                                                                 |

## 獲得タイトル
- IBO女子世界ライト級王座（防衛4）
- WBC女子世界ライト級暫定王座（防衛0=正規王座に認定）
- WBC世界ライト級王座（防衛2）